# Teatro Diogo Bernardes
O Teatro Diogo Bernardes é um teatro de Ponte de Lima, Portugal, construído em 1893 no estilo italiano, e inaugurado em 1896, que foi completamente remodelado e renovado em 1999, dispondo actualmente de uma capacidade de 310 espectadores.
O Teatro Diogo Bernardes tem sido palco de inúmeras produções teatrais, com a presença de atores de relevo, como Raul Solnado e Nicolau Breyner, espetáculos de revista, espetáculos de música ligeira, onde atuaram, por exemplo Vitorino e Manuel Freire e concertos de música erudita, tendo sido o palco principal do Festival de Ópera e Música Clássica de Ponte de Lima.